# サッカー南スーダン代表
サッカー南スーダン代表（サッカーみなみスーダンだいひょう）は、南スーダンサッカー協会(SSFA)によって編成される南スーダンのサッカーのナショナルチームである。協会は2012年2月10日にアフリカサッカー連盟(CAF)に加盟し、同年5月25日の国際サッカー連盟(FIFA)総会で209番目のFIFA加盟を果たした。
2011年5月25日に、サリー・サミュエル・ロラク (Dr. Sally Samuel Lolaku)を監督に任命した。 ロラクは、ジュバのカトール(Kator)の監督も兼任した。

## 国際試合
最初の国際試合は、2011年7月10日の独立記念式典のイベントとして、ホームスタジアムのジュバスタジアムでケニアのタスカーFCと対戦し1-3で敗れた。またこの日はバスケットボールの試合も行われた。また、2012年7月10日に独立後初のFIFA国際Aマッチをサッカーウガンダ代表と行った（結果は2-2の引き分け）。
そして2015年9月5日、首都ジュバで行われたアフリカネイションズカップ予選で初めて勝利した。

## FIFAワールドカップの成績
| 出場:なし    | 出場:なし                                        | 出場:なし                                        | 出場:なし                                        | 出場:なし                                        | 出場:なし                                        | 出場:なし                                        | 出場:なし                                        | 出場:なし                                        |
| ------------ | ------------------------------------------------ | ------------------------------------------------ | ------------------------------------------------ | ------------------------------------------------ | ------------------------------------------------ | ------------------------------------------------ | ------------------------------------------------ | ------------------------------------------------ |
| 1930 to 2010 | スーダン領であったため参加できず                 | スーダン領であったため参加できず                 | スーダン領であったため参加できず                 | スーダン領であったため参加できず                 | スーダン領であったため参加できず                 | スーダン領であったため参加できず                 | スーダン領であったため参加できず                 | スーダン領であったため参加できず                 |
| 2014         | 予選の参加時点でFIFA非会員であったため参加できず | 予選の参加時点でFIFA非会員であったため参加できず | 予選の参加時点でFIFA非会員であったため参加できず | 予選の参加時点でFIFA非会員であったため参加できず | 予選の参加時点でFIFA非会員であったため参加できず | 予選の参加時点でFIFA非会員であったため参加できず | 予選の参加時点でFIFA非会員であったため参加できず | 予選の参加時点でFIFA非会員であったため参加できず |
| 2018         | 1次予選敗退                                      | 1次予選敗退                                      | 1次予選敗退                                      | 1次予選敗退                                      | 1次予選敗退                                      | 1次予選敗退                                      | 1次予選敗退                                      | 1次予選敗退                                      |
| 2022         | 1次予選敗退                                      | 1次予選敗退                                      | 1次予選敗退                                      | 1次予選敗退                                      | 1次予選敗退                                      | 1次予選敗退                                      | 1次予選敗退                                      | 1次予選敗退                                      |

## アフリカネイションズカップの成績
| 出場:なし   | 出場:なし                                       | 出場:なし                                       | 出場:なし                                       | 出場:なし                                       | 出場:なし                                       | 出場:なし                                       | 出場:なし                                       | 出場:なし                                       |
| ----------- | ----------------------------------------------- | ----------------------------------------------- | ----------------------------------------------- | ----------------------------------------------- | ----------------------------------------------- | ----------------------------------------------- | ----------------------------------------------- | ----------------------------------------------- |
| 1957 - 2012 | スーダン領であったため参加できず                | スーダン領であったため参加できず                | スーダン領であったため参加できず                | スーダン領であったため参加できず                | スーダン領であったため参加できず                | スーダン領であったため参加できず                | スーダン領であったため参加できず                | スーダン領であったため参加できず                |
| 2013        | 予選の参加時点でCAF非会員であったため参加できず | 予選の参加時点でCAF非会員であったため参加できず | 予選の参加時点でCAF非会員であったため参加できず | 予選の参加時点でCAF非会員であったため参加できず | 予選の参加時点でCAF非会員であったため参加できず | 予選の参加時点でCAF非会員であったため参加できず | 予選の参加時点でCAF非会員であったため参加できず | 予選の参加時点でCAF非会員であったため参加できず |
| 2015        | 予選敗退                                        |                                                 |                                                 |                                                 |                                                 |                                                 |                                                 |                                                 |
| 2017        | 予選敗退                                        |                                                 |                                                 |                                                 |                                                 |                                                 |                                                 |                                                 |
| 2019        | 予選敗退                                        |                                                 |                                                 |                                                 |                                                 |                                                 |                                                 |                                                 |
| 2021        | 予選敗退                                        |                                                 |                                                 |                                                 |                                                 |                                                 |                                                 |                                                 |

## CECAFAカップの成績
| 開催年 | 結果                             | 試合                             | 勝利                             | 引分                             | 敗戦                             | 得点                             | 失点                             |
| ------ | -------------------------------- | -------------------------------- | -------------------------------- | -------------------------------- | -------------------------------- | -------------------------------- | -------------------------------- |
| 1973   | スーダン領であったため参加できず | スーダン領であったため参加できず | スーダン領であったため参加できず | スーダン領であったため参加できず | スーダン領であったため参加できず | スーダン領であったため参加できず | スーダン領であったため参加できず |
| 1974   | スーダン領であったため参加できず | スーダン領であったため参加できず | スーダン領であったため参加できず | スーダン領であったため参加できず | スーダン領であったため参加できず | スーダン領であったため参加できず | スーダン領であったため参加できず |
| 1975   | スーダン領であったため参加できず | スーダン領であったため参加できず | スーダン領であったため参加できず | スーダン領であったため参加できず | スーダン領であったため参加できず | スーダン領であったため参加できず | スーダン領であったため参加できず |
| 1976   | スーダン領であったため参加できず | スーダン領であったため参加できず | スーダン領であったため参加できず | スーダン領であったため参加できず | スーダン領であったため参加できず | スーダン領であったため参加できず | スーダン領であったため参加できず |
| 1977   | スーダン領であったため参加できず | スーダン領であったため参加できず | スーダン領であったため参加できず | スーダン領であったため参加できず | スーダン領であったため参加できず | スーダン領であったため参加できず | スーダン領であったため参加できず |
| 1978   | スーダン領であったため参加できず | スーダン領であったため参加できず | スーダン領であったため参加できず | スーダン領であったため参加できず | スーダン領であったため参加できず | スーダン領であったため参加できず | スーダン領であったため参加できず |
| 1979   | スーダン領であったため参加できず | スーダン領であったため参加できず | スーダン領であったため参加できず | スーダン領であったため参加できず | スーダン領であったため参加できず | スーダン領であったため参加できず | スーダン領であったため参加できず |
| 1980   | スーダン領であったため参加できず | スーダン領であったため参加できず | スーダン領であったため参加できず | スーダン領であったため参加できず | スーダン領であったため参加できず | スーダン領であったため参加できず | スーダン領であったため参加できず |
| 1981   | スーダン領であったため参加できず | スーダン領であったため参加できず | スーダン領であったため参加できず | スーダン領であったため参加できず | スーダン領であったため参加できず | スーダン領であったため参加できず | スーダン領であったため参加できず |
| 1982   | スーダン領であったため参加できず | スーダン領であったため参加できず | スーダン領であったため参加できず | スーダン領であったため参加できず | スーダン領であったため参加できず | スーダン領であったため参加できず | スーダン領であったため参加できず |
| 1983   | スーダン領であったため参加できず | スーダン領であったため参加できず | スーダン領であったため参加できず | スーダン領であったため参加できず | スーダン領であったため参加できず | スーダン領であったため参加できず | スーダン領であったため参加できず |
| 1984   | スーダン領であったため参加できず | スーダン領であったため参加できず | スーダン領であったため参加できず | スーダン領であったため参加できず | スーダン領であったため参加できず | スーダン領であったため参加できず | スーダン領であったため参加できず |
| 1985   | スーダン領であったため参加できず | スーダン領であったため参加できず | スーダン領であったため参加できず | スーダン領であったため参加できず | スーダン領であったため参加できず | スーダン領であったため参加できず | スーダン領であったため参加できず |
| 1987   | スーダン領であったため参加できず | スーダン領であったため参加できず | スーダン領であったため参加できず | スーダン領であったため参加できず | スーダン領であったため参加できず | スーダン領であったため参加できず | スーダン領であったため参加できず |
| 1988   | スーダン領であったため参加できず | スーダン領であったため参加できず | スーダン領であったため参加できず | スーダン領であったため参加できず | スーダン領であったため参加できず | スーダン領であったため参加できず | スーダン領であったため参加できず |
| 1989   | スーダン領であったため参加できず | スーダン領であったため参加できず | スーダン領であったため参加できず | スーダン領であったため参加できず | スーダン領であったため参加できず | スーダン領であったため参加できず | スーダン領であったため参加できず |
| 1990   | スーダン領であったため参加できず | スーダン領であったため参加できず | スーダン領であったため参加できず | スーダン領であったため参加できず | スーダン領であったため参加できず | スーダン領であったため参加できず | スーダン領であったため参加できず |
| 1991   | スーダン領であったため参加できず | スーダン領であったため参加できず | スーダン領であったため参加できず | スーダン領であったため参加できず | スーダン領であったため参加できず | スーダン領であったため参加できず | スーダン領であったため参加できず |
| 1992   | スーダン領であったため参加できず | スーダン領であったため参加できず | スーダン領であったため参加できず | スーダン領であったため参加できず | スーダン領であったため参加できず | スーダン領であったため参加できず | スーダン領であったため参加できず |
| 1994   | スーダン領であったため参加できず | スーダン領であったため参加できず | スーダン領であったため参加できず | スーダン領であったため参加できず | スーダン領であったため参加できず | スーダン領であったため参加できず | スーダン領であったため参加できず |
| 1995   | スーダン領であったため参加できず | スーダン領であったため参加できず | スーダン領であったため参加できず | スーダン領であったため参加できず | スーダン領であったため参加できず | スーダン領であったため参加できず | スーダン領であったため参加できず |
| 1996   | スーダン領であったため参加できず | スーダン領であったため参加できず | スーダン領であったため参加できず | スーダン領であったため参加できず | スーダン領であったため参加できず | スーダン領であったため参加できず | スーダン領であったため参加できず |
| 1999   | スーダン領であったため参加できず | スーダン領であったため参加できず | スーダン領であったため参加できず | スーダン領であったため参加できず | スーダン領であったため参加できず | スーダン領であったため参加できず | スーダン領であったため参加できず |
| 2000   | スーダン領であったため参加できず | スーダン領であったため参加できず | スーダン領であったため参加できず | スーダン領であったため参加できず | スーダン領であったため参加できず | スーダン領であったため参加できず | スーダン領であったため参加できず |
| 2001   | スーダン領であったため参加できず | スーダン領であったため参加できず | スーダン領であったため参加できず | スーダン領であったため参加できず | スーダン領であったため参加できず | スーダン領であったため参加できず | スーダン領であったため参加できず |
| 2002   | スーダン領であったため参加できず | スーダン領であったため参加できず | スーダン領であったため参加できず | スーダン領であったため参加できず | スーダン領であったため参加できず | スーダン領であったため参加できず | スーダン領であったため参加できず |
| 2003   | スーダン領であったため参加できず | スーダン領であったため参加できず | スーダン領であったため参加できず | スーダン領であったため参加できず | スーダン領であったため参加できず | スーダン領であったため参加できず | スーダン領であったため参加できず |
| 2004   | スーダン領であったため参加できず | スーダン領であったため参加できず | スーダン領であったため参加できず | スーダン領であったため参加できず | スーダン領であったため参加できず | スーダン領であったため参加できず | スーダン領であったため参加できず |
| 2005   | スーダン領であったため参加できず | スーダン領であったため参加できず | スーダン領であったため参加できず | スーダン領であったため参加できず | スーダン領であったため参加できず | スーダン領であったため参加できず | スーダン領であったため参加できず |
| 2006   | スーダン領であったため参加できず | スーダン領であったため参加できず | スーダン領であったため参加できず | スーダン領であったため参加できず | スーダン領であったため参加できず | スーダン領であったため参加できず | スーダン領であったため参加できず |
| 2007   | スーダン領であったため参加できず | スーダン領であったため参加できず | スーダン領であったため参加できず | スーダン領であったため参加できず | スーダン領であったため参加できず | スーダン領であったため参加できず | スーダン領であったため参加できず |
| 2008   | スーダン領であったため参加できず | スーダン領であったため参加できず | スーダン領であったため参加できず | スーダン領であったため参加できず | スーダン領であったため参加できず | スーダン領であったため参加できず | スーダン領であったため参加できず |
| 2009   | スーダン領であったため参加できず | スーダン領であったため参加できず | スーダン領であったため参加できず | スーダン領であったため参加できず | スーダン領であったため参加できず | スーダン領であったため参加できず | スーダン領であったため参加できず |
| 2010   | スーダン領であったため参加できず | スーダン領であったため参加できず | スーダン領であったため参加できず | スーダン領であったため参加できず | スーダン領であったため参加できず | スーダン領であったため参加できず | スーダン領であったため参加できず |
| 2011   | 不参加                           | 不参加                           | 不参加                           | 不参加                           | 不参加                           | 不参加                           | 不参加                           |
| 2012   | グループリーグ敗退               | 3                                | 0                                | 0                                | 3                                | 0                                | 7                                |
| 2013   | グループリーグ敗退               | 3                                | 0                                | 0                                | 3                                | 2                                | 7                                |
| 2015   | ベスト8                          | 4                                | 2                                | 1                                | 1                                | 4                                | 0                                |
| 2017   | グループリーグ敗退               | 3                                | 0                                | 1                                | 2                                | 1                                | 8                                |
| 2019   | 財政問題のため出場辞退           | 財政問題のため出場辞退           | 財政問題のため出場辞退           | 財政問題のため出場辞退           | 財政問題のため出場辞退           | 財政問題のため出場辞退           | 財政問題のため出場辞退           |
| 合計   | 4/39                             | 13                               | 2                                | 2                                | 9                                | 7                                | 22                               |

## 歴代監督
- スティーブン・コンスタンティン（英語版） 2009–2011
- マレシュ・ソロ（英語版） 2011–2012[11]
- ゾラン・ジョルジェヴィッチ（英語版） 2012–2013
- イスマイル・バランガ（英語版） 2013-2014
- サリー・サミュエル・ロラク（英語版） 2014
- イ・ソンジェ（英語版） 2014-2015
- レオ・アドラ（英語版） 2016
- ジョセフ・マレシュ 2016
- エリア・ワコ（英語版） 2017
- ビラル・コモヤンギ 2017-2018
- アフセン・アイート=アブデルマレク 2018
- キプリアン・ベソン・アシュ（英語版） 2019-2021
- ステファノ・クズィン（英語版） 2021-

## 歴代選手

### GK
- ジュマ・ゲナーロ 2012-

### DF
- アスィール・トーマス 2012-
- ザハリア・アティネシオ 2012-
- デュアーチ・ジョーク 2013-
- デヴィッド・ダダ 2014-
- ペーター・デング 2016-

### MF
- ファビアーノ・ラコ 2013-
- アイザック・マッティア 2014-
- ドミニク・アボイ 2015-

### FW
- ジェームス・モガ 2012-2017
- レオン・ウソ・カーミス 2012-
- アルック・アケッチ 2014-
- アタック・ルアル 2014-
- セビット・ブルーノ 2015-
- ケニー・アテュー 2018-